# KENSO
켄소(KENSO, ケンソー)는 시미즈 요시히사가 리드하는 일본의 프로그레시브 록 밴드이다.

## 개요
1974년, 시미즈 요시히사가 밴드 켄소(県相)를 결성한다. 당시 시미즈는 카나가와 현립 사가미하라 고등학교(神奈川県立相模原高等学校) 2학년이었는데 그 학교의 약칭이었던 켄소를 그대로 취했다.
1980년 첫 앨범 Kenso를 자체제작했다. 1985년, 킹레코드 (일본)의 레이블 넥서스에서 Kenso 3으로 메이저 데뷔했다. 수차례 멤버교체후 90년에 미츠다 켄이치가 가입해서 91년 5집 『夢の丘』을 내었으며 이것은 프랑스 무제아 레이블에서도 발매되었다.
2000년, 로스앤젤레스 PROGFEST 참가했고 2005년에는 베들레헴에서 개최된 니어페스트에 참가했다. 2003년에는 시미즈의 모교에서 개교 40주년 기념공연을 가지기도 했다.
시미즈 요시히사는 켄소의 리더로 어릴적부터 록을 좋아해 기타리스트가 되었으며 유려함과 강렬함을 겸비하는 밴드를 만들고 싶어했다. 요코하마에서 개업중인 치과의사이기도 하며 1990년에는 대뇌생리학으로 오카야마의대에서 박사학위를 받았다. 켄소는 리더를 포함해 다들 뭔가 다른 활동을 하고있어 경력에 비해 활동량이 적다. 2003년 이케부쿠로의 공연에서는 오전중에 진료가 있어서 좀 바빴다 등의 멘트를 할 정도. 시미즈는 상당한 독설가로, 사이트의 일기장같은 게시판에는 다른 뮤지션에 대한 비판이 일상다반사로 올라온다.

## 멤버
- 시미즈 요시히사 (清水義央) - 기타
- 오구치 겐이치 (小口健一) - 키보드
- 미쓰다 겐이치 (光田健一) - 키보드
- 사에구사 슌지 (三枝俊治) - 베이스 기타
- 고모리 게이스케 (小森啓資) - 드럼

## 음반목록
- KENSO（1980年）
- KENSO II（1983年）
  - 空に光る～EARLY LIVE Vol. 1 (82-83 라이브, 94년 발매)
- KENSO （III）（1985年）
  - IN CONCERT (1986年)
- スパルタ（1989年）
  - スパルタ・ネイキッド（2009年）
  - 陰翳の笛～EARLY LIVE Vol. 2 (89년 라이브, 95년 발매)
- 夢の丘（1991年）
  - LIVE '92 (1993年)
  - ZAIYA LIVE (1996年)
  - IN THE WEST (1998年)
- エソプトロン（1999年）
  - 謙遜愚素 (2000年)
  - PROGFEST 2000 (2003年)
- 天鵞絨症綺譚（2002年）
  - ハレ紀 HA-RE-KI (2002년 라이브, 09년 발매)
  - AYR (2003년 라이브, 09년 발매)
- うつろいゆくもの（2006年）
- 内ナル声ニ回帰セヨ（2014年）